# Francisco Ossa Mercado
Francisco Ignacio de Ossa y Mercado (Santiago, Reino de Chile, junio de 1793-Santiago, 11 de octubre de 1864) fue un militar y político chileno de tendencias radicales. 

## Vida
Fue hijo de Francisco Javier de Ossa y Palacios y de María Ignacia de Mercado y Corbalán de Castilla.
Contrajo matrimonio con María del Carmen Cerda y tuvieron once hijos.
Se radicó en Copiapó y fue teniente de aduana, alcalde del municipio y teniente coronel del batallón cívico. Fue vicepresidente de la Asamblea provincial de Coquimbo (1831), siendo diputado por Copiapó.
Fue elegido senador (1837-1846); senador subrogante (1843-1852) y senador titular nuevamente para los períodos 1852-1861 y 1864-1873.
Fue opositor al régimen de Manuel Montt, por lo que sufrió la persecución desde 1860. Había sido candidato presidencial contra Montt en las elecciones de 1856.
Fue administrador y protector del Hospicio de Santiago, protector del Hospital de San Juan de Dios y juez de minas en los Tribunales de Justicia.
Fue dueño de la hacienda Calleuque y del Palacio Ossa (también conocido como  Palacio La Alhambra) en la calle Compañía de Santiago.
Falleció, en su palacio de La Alhambra.